# 스위스의 역사
1848년 이래로 스위스 연방은 상대적으로 자치적인 주들로 이루어진 연방공화국이었으며, 그중 일부는 700년 이상의 역사를 지닌 연방의 역사를 가지고 있어 현존하는 세계에서 가장 오래된 공화국 중 하나이다.
이 지역의 초기 역사는 고산 문화와 관련이 있다. 스위스에는 헬베티족이 거주했으며, 기원전 1세기에 로마의 지배를 받았다. 갈로로마인 문화는 고대 후기에 게르만 영향과 융합되어 스위스 동부가 알레만족의 영토가 되었다. 스위스 지역은 6세기에 프랑크 제국에 편입되었다. 중세 시대에 동부는 신성로마제국 내에서 슈바벤 공국의 일부가 되었다. 서쪽 부분은 부르고뉴의 일부였다.
중세 후기에 구스위스 연방(8개 주)은 합스부르크 가문과 부르고뉴 공국으로부터 독립을 확립했고, 이탈리아 전쟁에서는 밀라노 공국으로부터 알프스 남쪽의 영토를 얻었다. 스위스 종교 개혁은 남부 연합을 분열시켰고, 근세에 13개 주 사이의 내부 투쟁의 역사를 초래했다. 프랑스 혁명의 여파로 스위스는 1798년 프랑스의 침공에 함락되어 프랑스의 위성국가인 헬베티아 공화국이 되었다. 나폴레옹의 1803년 중재법은 스위스의 지위를 연방으로 회복시켰고, 나폴레옹 시대가 끝난 후 스위스 연방은 혼란기를 겪었으며, 1847년 짧은 내전과 1848년 연방 헌법 제정으로 절정에 달했다.
1848년 이후 스위스의 역사는 대체로 성공과 번영의 역사였다. 산업화는 전통적인 농업 경제를 변화시켰고, 세계 대전 중 스위스의 중립성과 은행산업의 성공으로 스위스는 세계에서 가장 안정적인 경제 국가 중 하나로 부상했다.
스위스는 1972년 유럽경제공동체(European Economic Community)와 자유무역협정을 체결하고 양자조약을 통해 유럽통합 과정에 참여해 왔지만, 그 영토가 1995년 이후로 거의 완전히(극소 국가인 리히텐슈타인 제외) EU 회원국에 둘러싸여 있음에도 불구하고 유럽연합(EU)의 완전한 가입을 거부한 것이 두드러졌다.

## 초기 역사

### 선사시대
고고학적 증거에 따르면 수렵채집인은 15만 년 전 중기 구석기 시대에 이미 알프스 북쪽의 저지대에 정착했다. 신석기 시대에는 비교적 인구 밀도가 높았다. 기원전 3800년부터 청동기 시대 더미 가옥의 유적이 많은 호수의 얕은 지역에서 발견되었다. 기원전 1500년경 켈트족이 이 지역에 정착했다. 라이티아은 동쪽 지역에 살았고, 서쪽은 헬베티족에 의해 점령되었다.
기원전 200년경에 사망한 한 여성이 2017년 3월 아우서질의 케른 학교 단지에서 건설 프로젝트 진행 중에 조각된 나무줄기에 묻힌 채로 발견되었다. 고고학자들은 그녀가 죽었을 때 약 40세였으며, 살아 있을 때 육체노동을 거의 하지 않았을 것이라고 밝혔다. 양가죽 코트, 벨트 체인, 화려한 울 드레스, 스카프와 유리와 호박색 구슬로 만든 펜던트도 여성과 함께 발견되었다.

### 고대
기원전 58년에 헬베티족은 갈리아로 이동하여 게르만족의 이주 압력을 피하려고 했지만, 율리우스 카이사르의 군대에 패배하고 다시 보내졌다. 고산 지역은 로마 제국에 통합되었으며, 다음 세기에 걸쳐 광범위하게 로마화되었다. 로마 행정의 중심지는 아벤티쿰 (Aventicum, 아방슈)에 있었다. 259년에 알레만니족은 리메스 게르마니쿠스를 정복하여 로마 제국의 국경에 있는 스위스 영토에 정착지를 세웠다.

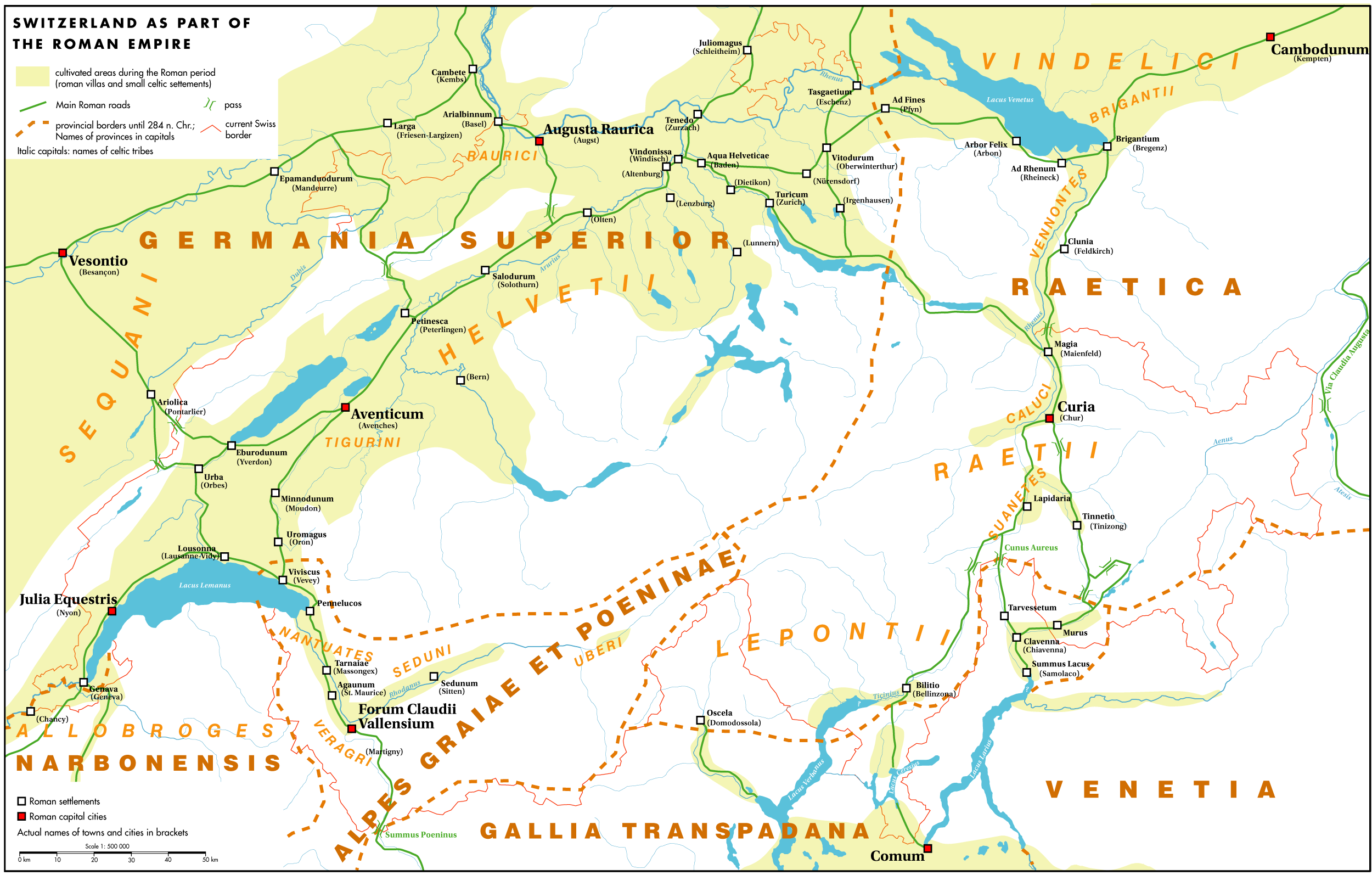
로마 시대 스위스 지도

최초의 기독교 주교단은 4세기에 설립되었다.
서로마 제국의 멸망과 함께 게르만족들이 이 지역에 들어왔다. 부르고뉴인들은 서쪽에 정착했다. 반면 북부에서는 알라만니 정착민들이 초기의 켈토-로마인을 산으로 후퇴시키도록 천천히 강요했다. 부르고뉴는 534년에 프랑크 왕국의 일부가 되었다. 2년 후, 알라만 공작이 그 뒤를 따랐다. 알라만 지배 지역에는 고립된 기독교 공동체만이 계속 존재했고 아일랜드 수도사들은 7세기 초에 기독교 신앙을 다시 도입했다.

## 중세 시대
카롤링거 왕조 시대에 봉건제가 확산되었고, 수도원과 주교관은 통치를 유지하기 위한 중요한 기반이 되었다. 843년의 베르됭 조약은 상부 부르고뉴(오늘날 스위스의 서쪽 부분)를 로타링기아에 할당하고, 알레마니아(동쪽 부분)를 신성로마제국의 일부가 될 동쪽의 게르마니쿠스에게 할당했다.
10세기에 카롤링거 왕조의 통치가 쇠퇴하자, 마자르족은 917년에 바젤을, 926년에 장크트갈렌을 파괴했다. 955년에 오토 1세가 레히펠트 전투에서 마자르족에게 승리한 후에야 스위스 영토가 다시 제국에 통합되었다.
12세기에 체링겐 공작은 현대 스위스 서부를 덮고 있는 부르고뉴 영토의 일부에 대한 권한을 부여받았다. 그들은 1157년 프리부르와 1191년 베른을 포함하여 많은 도시를 건설했다. 체링거 왕조는 1218년 베르톨트 5세의 죽음으로 끝났고, 그 후 그들의 도시는 제국직속령(본질적으로 신성로마제국 내의 도시국가)가 되었지만, 키부르크 가문은 이전 체링거 영토의 농촌 지역을 통제하기 위해 합스부르크 가문과 경쟁했다.
호헨슈타우펜의 통치 하에서 라이티아의 고산 고개와 고트하르트 고개가 중요해졌다. 후자는 특히 산을 통과하는 중요한 직항로가 되었다. 우리주(1231년)와 슈비츠주(1240년)는 제국이 산길에 대한 직접적인 통제권을 부여할 수 있는 독일의 자유권을 부여받았다. 이 당시 운터발덴의 영토 대부분은 이전에 독일 제국이 된 수도원에 속해 있었다.
키부르크가의 멸망은 합스부르크 왕조가 라인강 남쪽의 많은 영토를 지배할 수 있는 길을 열어 그들의 권력 상승을 도왔다. 1273년에 독일의 왕이 된 합스부르크의 루돌프는 우리, 슈비츠, 운터발덴의 ‘삼림주’에 부여된 독일 제국의 지위를 사실상 취소했다. 따라서 삼림주는 독립적인 지위를 상실하고 행정관에 의해 관리 되었다.

## 구스위스 연방(1300–1798)

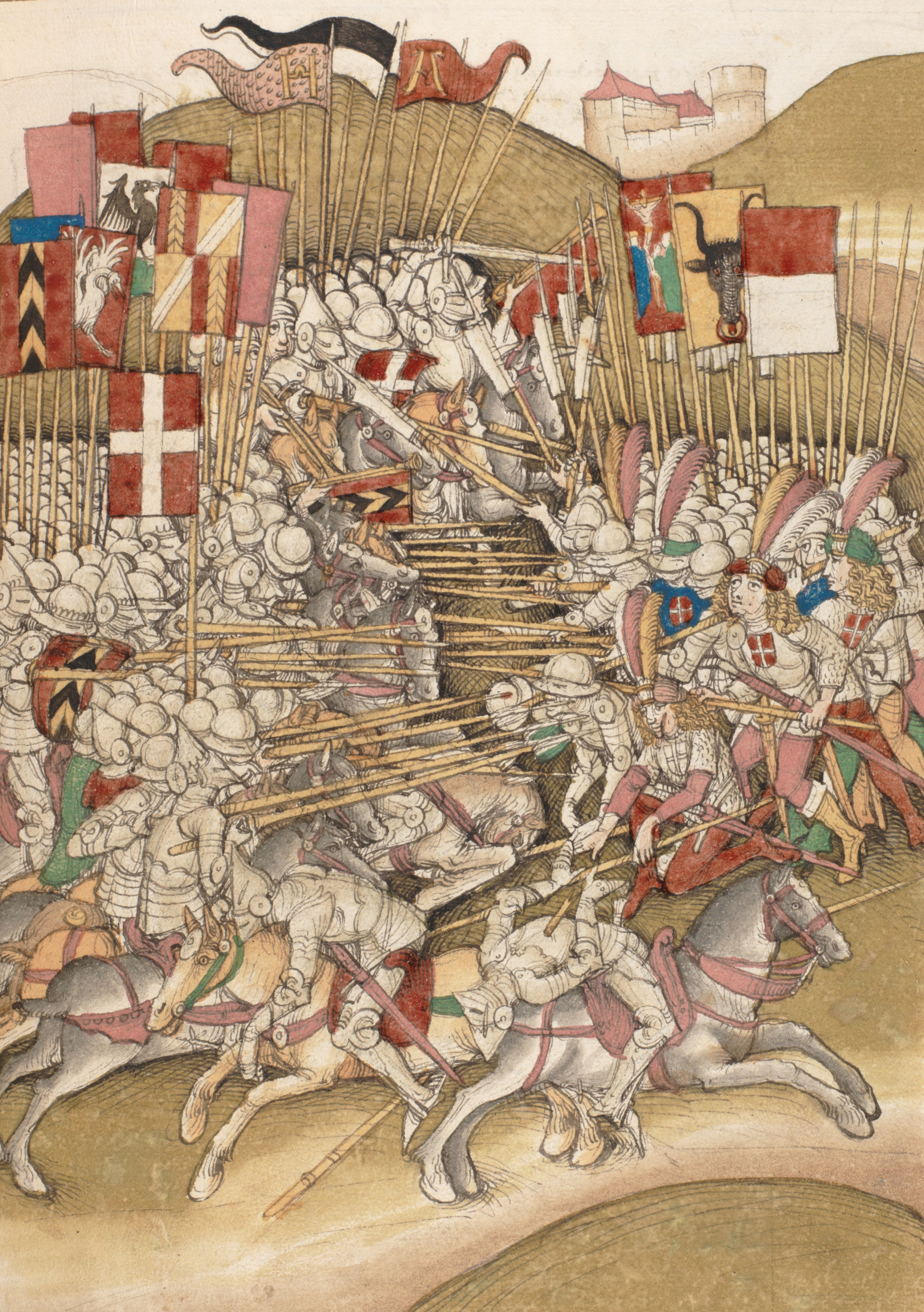
스위스 군대와 사보이 공작 (디볼트 쉴링 디 엘더, 1480년대) 라우펜 전투 (1339)

### 중세 후기
1291년 8월 1일 우리주, 슈비츠주, 운터발덴주는 합스부르크의 황제 루돌프 1세가 사망하자 평화를 수호하기 위해 연합하여 구스위스 연방의 핵심을 형성했다.
1353년까지 원래의 3개 주는 글라루스와 추크와 루체른, 취리히, 베른의 도시 국가에 합류하여 15세기 대부분 동안 지속된 8개 주의 ‘구 연방’을 형성했다. 신성로마제국은 북부 이탈리아의 중세 산업 지역과 라인강(중세 유럽의 다른 산업 지역인 부르고뉴 네덜란드와 연결됨)을 연결하기 위해 도로와 다리를 건설하여, 그 도로 위의 농민과 은행가를 부유하게 만들었다. 그들은 이탈리아의 특화된 도시에서 적절하게 무장하고, 도로를 건설하는 제국에 세금을 징수하는 것을 중단하기로 결정했다. 1386년 젬파흐 전투에서 스위스는 합스부르크 왕조를 격파하고, 신성로마제국 내에서 자치권을 얻었다.
취리히는 토겐부르크 영토 분쟁 (구취리히 전쟁)으로 인해 1440년부터 1450년까지 연방에서 추방되었다. 1470년대 부르고뉴의 공작 샤를 1세에 대한 승리와 스위스 용병의 성공으로 연방의 권력과 부는 크게 증가했다.
스위스 칸톤의 전통적인 나열 순서는 이 주를 반영하여 8개의 ‘구 칸톤’을 먼저 나열하고, 도시 국가가 건국주보다 앞서고, 그 다음으로 1481년 이후 연맹에 합류한 칸톤이 역사적 순서로 나열된다.
스위스는 1499년 슈바벤 동맹을 물리치고, 1495년 제국 개혁의 면제와 대부분의 제국 궁정으로부터의 면제를 포함하여 신성 로마 제국 내에서 더 큰 집단적 자치권을 얻었다. 1506년, 교황 율리우스 2세는 스위스 근위대와 교전했는데, 이 근위대는 오늘날까지 계속 교황을 섬기고 있다. 1515년 마리냐노 전투와 비코카 전투에서 스위스가 패배하면서 연방의 확장과 초기 전쟁동안 획득한 무적의 명성은 첫 번째 좌절을 겪었다.

### 종교개혁
스위스의 종교개혁은 1518년 이후 취리히의 대성전 교회의 사제인 훌드리히 츠빙글리에 의해 주도된 1523년에 시작되었다. 프리부르와 졸로투른은 가톨릭을 유지했다. 글라루스와 아펜첼은 분할되었다. 이로 인해 1529년과 1531년에 여러 주 간의 종교 전쟁(Kappeler Kriege)이 발생했는데, 이는 각 주가 반대하는 종교를 불법으로 규정하고, 두 개의 의회, 즉 아라우에서 개신교 모임과 루체른에서 가톨릭 모임이 형성되었기 때문이다. 그러나 여전히 바덴에서 일반적으로 만나는 공식적인 전체 의회가 있었기 때문에 연방은 살아남았다.

### 근대 스위스

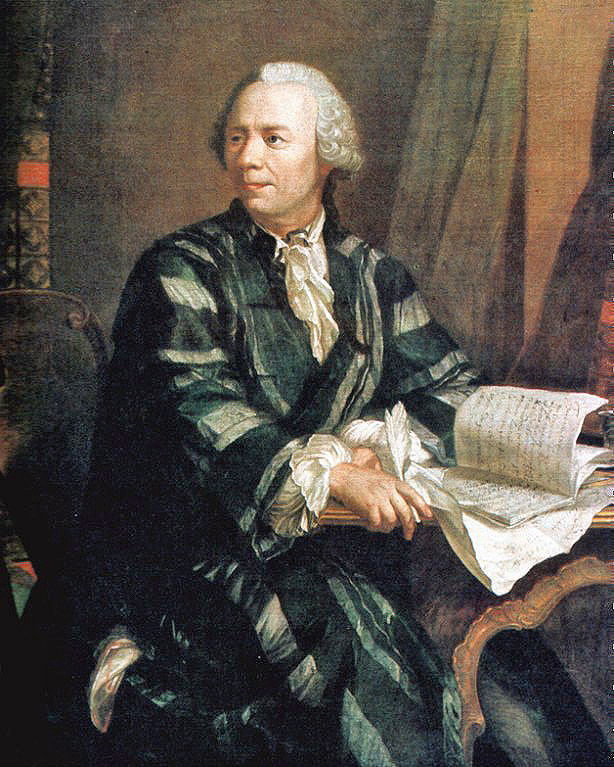
레온하르트 오일러(1707–83),계몽주의 시대 가장 저명한 과학자 중 한 명

30년 전쟁 동안 스위스는 전쟁으로 폐허가 된 유럽에서 상대적으로 ‘평화와 번영의 오아시스’(그림멜스하우젠)가 되었는데, 그 이유는 대부분 유럽의 모든 강대국이 스위스 용병에 의존했고, 스위스가 그들의 라이벌이 될 수 있는 한 나라의 손에 넘어가지 않도록 했기 때문이다. 정치적으로, 그들은 모두 위르크 예나치(Jörg Jenatsch) 또는 요한 루돌프 베트슈타인(Johann Rudolf Wettstein)과 같은 용병 지휘관을 통해 영향력을 행사하려고 했다. 아직 연맹의 일원이 아닌 그리종의 드라이 뷘데(Drei Bünde)는 1620년부터 전쟁에 참여하여, 1623년 발텔리나를 상실했다.
1648년 베스트팔렌 조약으로 스위스는 신성로마제국으로부터 법적 독립을 얻었다. 조약 이후 발텔리나는 다시 드라이 뷘데의 종속국이 되었으며, 1797년 나폴레옹 보나파르트가 치살피나 공화국을 설립할 때까지 계속 유지되었다.
1653년, 루체른, 베른, 졸로투른, 바젤이 속한 지역의 농민들은 화폐 평가절하로 인해 반란을 일으켰다. 당국은 이 스위스 농민 전쟁에서 승리했지만, 일부 세금 개혁을 통과했으며, 장기적으로 이 사건은 유럽의 다른 법원에서 발생하는 절대주의의 발전을 막았다. 그러나 고백적 긴장은 남아 있었고, 1656년의 제1차 빌메르겐 전쟁과 1712년의 토겐부르크 전쟁(또는 제2차 빌메르겐 전쟁)에서 다시 폭발했다.

## 나폴레옹 시대와 여파 (1798~1848)

### 프랑스 치하 (1798~1815)

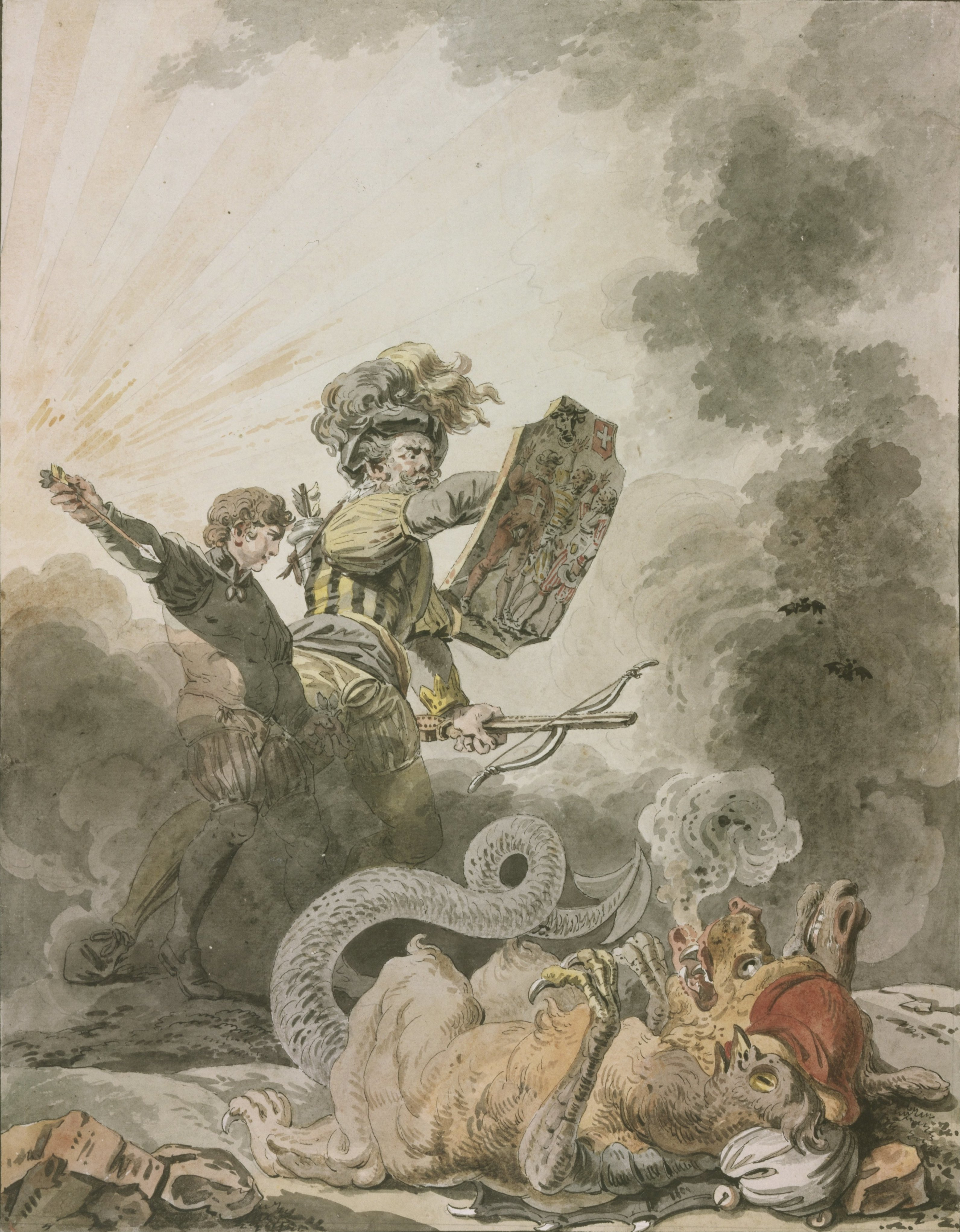
발타자르 안톤 둥커의 《혁명과 싸우는 빌헬름 텔》. 빌헬름 텔 설화에 빗대 프랑스 혁명군의 침략에 항거할 것을 촉구하고 있다.

프랑스 혁명 전쟁이 한창이던 1798년 프랑스 혁명군은 스위스를 침공하여 헬베티아 공화국을 만들었다. 공화국 내에서 칸톤의 주권은 거의 없었으며, 중앙 정부가 국가 권력 대부분을 장악하였다. 일부 현대화 개혁이 이루어졌지만, 스위스인들은 지역주의와 전통적 자유에 대한 프랑스의 간섭에 매우 분개했다.
저항은 1798년 봄 스위스 중부에서 무장봉기가 일어났을 때보다 전통적인 가톨릭 요새에서 가장 강력했다. 프랑스군은 봉기를 진압했지만, 혁명적 사상에 대한 지지는 꾸준히 감소했다. 개혁 요소는 약했고, 대부분의 스위스인들은 지역 민주주의, 중앙집권화, 새로운 세금, 전쟁, 종교에 대한 적대감의 상실을 분개했다.
유대인을 해방시키기 위해 취한 주요 조치에는 특별세와 1798년에 서약의 폐지가 포함되었다. 그러나 1815년에 반동이 일어났고, 1879년이 되어서야 유대인이 기독교인과 동등한 권리를 갖게 되었다.
1803년 나폴레옹 보나파르트가 마련한 중재법에 따라 칸톤의 주권이 부분적으로 회복된 스위스 연방이 만들어졌다. 이전의 아르가우, 투르가우, 그리종, 장크트갈렌, 보주 및 티치노의 속국과 동맹 지역은 동등한 권리를 가진 주가 되었다. 나폴레옹과 그의 적들은 스위스에서 수많은 전투를 벌여 많은 지역을 망쳤다.

### 복고와 재생
1814년부터 다음 해까지 열린 빈 회의에서는 스위스 독립 재확인과 스위스의 영구적 중립 인정이 열강 사이에서 합의됐다. 이때 발레, 뇌샤텔, 제네바도 새로운 주로서 스위스에 합류하여 스위스 영토를 현재 경계까지 확장했다.
프랑스 혁명의 장기적인 영향은 다음과 같이 평가되었다.
| “ | 그것은 법 앞의 시민의 평등, 언어의 평등, 사상과 신앙의 자유를 선언했다. 그것은 스위스 시민권, 우리 현대 국적의 기초, 그리고 구체제에서 개념이 없었던 권력 분립을 만들었다. 내부 관세 및 기타 경제적 제약을 억제했다. 그것은 무게와 측정을 통합하고 민법과 형법을 개혁했으며 혼인 결혼(가톨릭과 개신교 사이)을 승인했으며, 고문을 억제하고 정의를 개선했다. 교육과 공공사업을 발전시켰다. | ” |
|   | — William Martin |   |

1814년 4월 6일, 헌법을 대체하기 위해 취리히에서 이른바 ‘장기의회’(19개 주의 대표자)가 모였다.
주 헌법은 1814년부터 독립적으로 제정되어 일반적으로 17세기와 18세기의 후기 봉건적 조건을 회복했다. 타크자충은 1815년 8월 7일 연방조약(Bundesvertrag)에 의해 재조직되었다.
자유주의적인 스위스 자유민주당은 1840년대 초 연방의회에서 다수를 차지한 개신교 지역에서 강세를 보였다. 여러 주를 더 긴밀한 관계로 끌어들이는 스위스 연방을 위한 새로운 헌법을 제안했다. 스위스 정부의 중앙집권화 외에도 새로운 헌법에는 무역 보호 및 기타 진보적인 개혁 조치도 포함되었다. 연방의회는 과반수의 승인을 받아 1841년 아르가우의 수도원과 수녀원을 폐쇄하고, 그 재산을 몰수하는 등 가톨릭 교회에 반대하는 조치를 취했다. 가톨릭 루체른은 1844년 보복으로 예수회를 소집했다. 그것의 교육을 이끌기 위해. 그것은 성공했고 7개의 가톨릭 주는 ‘존더분트’를 형성했다. 이로 인해 1847년 개신교주의 자유주의적 급진파 운동이 전국 의회를 장악하게 되었다. 의회는 존더분트를 해산하도록 명령했고, 시골 칸톤에 대한 소규모 내전을 촉발시켰다.

### 스위스 통일전쟁과 연방국 성립 (1847~1848)

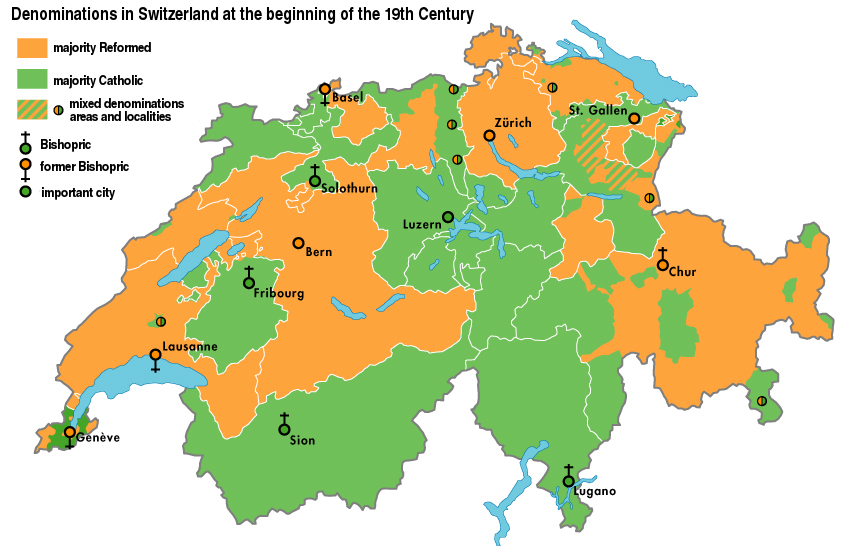
1800년 종교 지형(주황색: 개신교, 녹색: 가톨릭)

급진-자유주의-프로테스탄트 요소는 존더분트가 1815년 연방 조약을 위반했다고 비난했으며, 그 중 §6은 그러한 분리된 동맹을 명시적으로 금지했다. 타크자충에서 다수를 형성한 그들은 1847년 10월 21일 존더분트를 해산하기로 결정했다. 그들은 79,000명에서 99,000명으로 군인보다 수적으로 많았고 잘 훈련된 군인, 장교와 장군이 부족했다. 존더분트가 해산을 거부했을 때, 국군은 존더분트슈크리크(존더분트 전쟁)로 알려진 가톨릭과 개신교 칸톤 사이의 짧은 내전에서 공격했다.
국군은 뇌샤텔과 아펜첼이너로덴(중립으로 남아 있음)을 제외한 다른 모든 주의 군인들로 구성되었다. 존더분트는 한 달도 채 되지 않아 쉽게 패배했다. 약 130명이 사망했다. 소규모 폭동을 제외하고 이것은 스위스 영토에서 일어난 마지막 무력 충돌이었다. 많은 존더분트 지도자들이 이탈리아로 도피했지만, 승리자들은 관대했다. 그들은 패배한 주를 연방 개혁 프로그램에 참여하도록 초대했고 미국 노선에 따라 새로운 헌법 초안을 작성했다. 국가 문제는 국가 의회의 통제하에 있어야 했으며 예수회는 추방되었다. 스위스는 30만 대 200만으로 새 헌법에 찬성표를 던졌다. 스위스는 조용해졌다. 그러나 유럽 전역의 보수주의자들은 겁에 질렸고, 1848년 혁명을 실제로 곧 폭발시킨 가능한 도전에 대처하기 위해 자신의 군대를 준비했다. 그 폭력적인 혁명에서, 스위스 이외의 지역에서는 보수주의자들이 항상 성공했다.

## 현대 스위스

### 산업화
내전의 결과로 스위스는 1848년 연방 헌법을 채택하여 1874년에 광범위하게 수정했으며, 국방, 무역 및 법적 문제에 대한 연방 책임을 설정하고 다른 모든 문제는 주 정부에 맡겼다. 그 이후로 그리고 20세기의 상당 기간 동안 지속적인 정치, 경제, 사회 개선이 스위스 역사의 특징이 되었다.
스위스는 주로 시골 지역이었지만, 도시는 19세기 후반 특히 직물에 중점을 둔 산업혁명을 경험했다. 예를 들어 바젤에서는 실크를 비롯한 직물이 주요 산업이었다. 1888년에 여성은 임금 소득자의 44%를 차지했다. 거의 절반의 여성이 섬유 공장에서 일했으며 가사도우미는 두 번째로 큰 직업 범주였다. 노동력에서 여성의 비율은 1960년대 후반과 1970년대보다 1890년과 1910년 사이에 더 높았다.

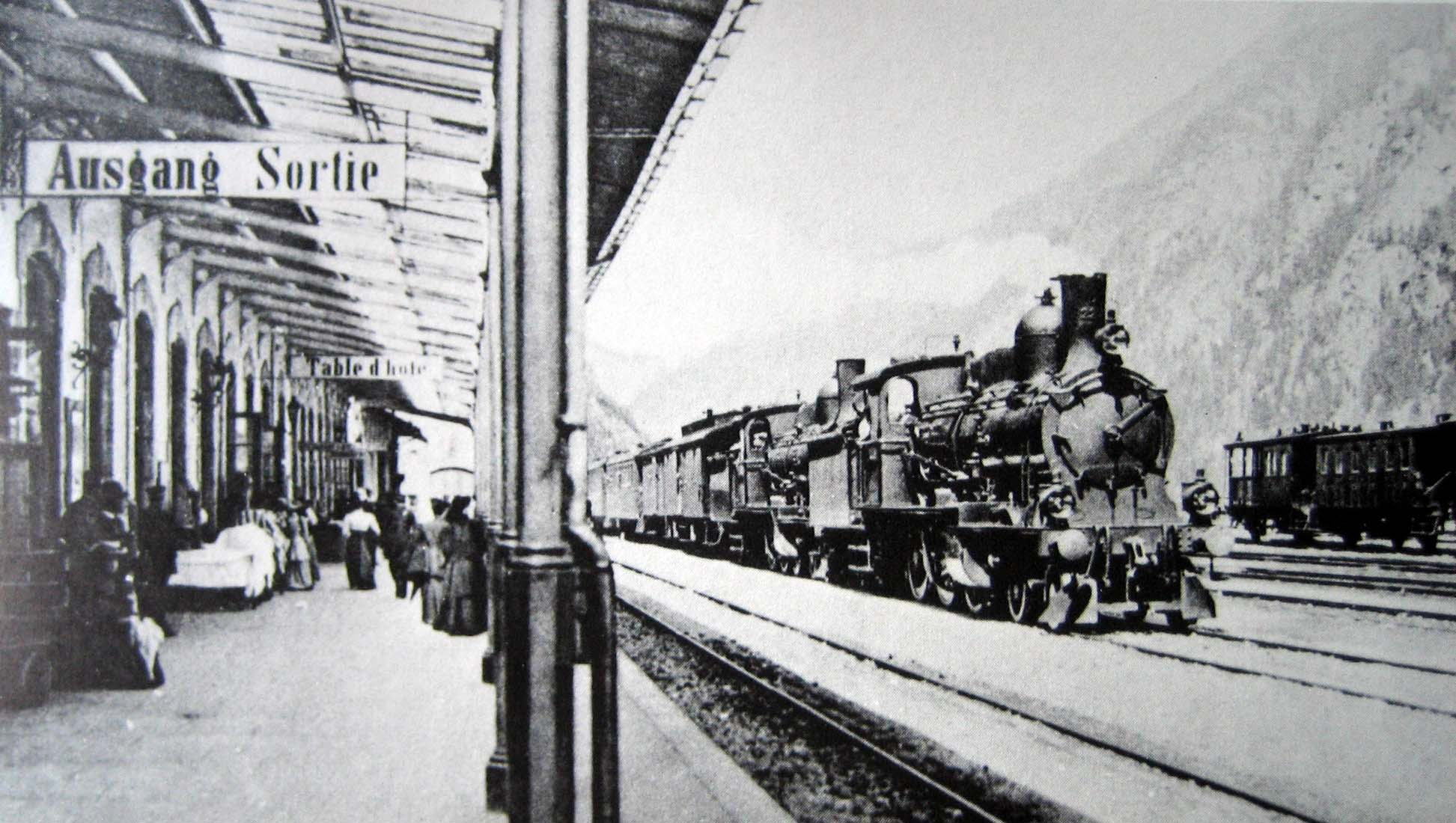
고트하르트선, 1882년

19세기 후반 스위스 대학은 의학 교육을 받았던 여학생의 수로 유명세를 떨쳤다.

### 세계대전(1914–1945)
제1차 세계대전 중 강대국은 스위스의 중립을 존중했다. 그림-호프만 사건에서 연합군은 한 정치인이 동부전선에서 평화를 협상하자는 제안을 비난했다. 그들은 독일을 묶어 두기 위해 그곳에서 전쟁이 계속되기를 원했다.
산업 부문이 19세기 중반에 성장하기 시작한 반면, 유럽에서 가장 번영한 국가 중 하나로 스위스가 부상한 것, 즉 ‘스위스의 기적’은 무엇보다도 세계 대전 중 스위스의 역할과 결부된 20세기의 짧은 발전이었다.
제2차 세계대전 중 독일은 스위스 침공을 고려했지만, 공격하지는 않았다. 앙리 귀장(Henri Guisan) 장군 휘하의 스위스군은 침공에 맞서 민병대를 대규모로 동원할 준비를 했으며, 레뒤(Réduit)로 알려진 알프스 고지대에 강력하고 비축된 진지를 구축했다. 스위스는 군사적 억제, 독일에 대한 경제적 양보, 전쟁 중 대규모 사건으로 침공이 지연됨에 따라 행운이 결합되어 독립과 중립을 유지했다.
스위스의 작은 나치당이 독일과 안슐루스를 일으키려는 시도는 비참하게 실패했는데, 이는 주로 스위스의 다문화 유산, 강한 국가 정체성, 직접 민주주의와 시민의 자유에 대한 오랜 전통 때문이었다. 스위스 언론은 종종 독일 지도자들을 화나게 하는 제3제국을 강력하게 비판했다. 스위스는 분쟁에서 양측에 의한 첩보 활동의 중요한 기지였으며, 종종 추축국과 연합국 사이의 통신을 중재했다.
스위스의 무역은 연합군과 추축국 모두에 의해 봉쇄되었다. 양측은 스위스에 공개적으로 무역을 하지 말라고 압력을 가했다. 경제 협력과 제3제국에 대한 신용 확대는 침략 가능성과 다른 교역 파트너의 가용성에 따라 다양했다. 양허는 1942년 비시 프랑스를 통과하는 중요한 철도 연결이 끊어지고, 스위스가 추축국에 완전히 둘러싸인 후 절정에 이르렀다. 스위스는 식량의 절반과 기본적으로 모든 연료를 무역에 의존했지만, 독일과 이탈리아 사이의 중요한 고산 횡단 철도 터널을 통제했다.
전쟁 중 스위스의 가장 중요한 수출품은 정밀 공작 기계, 시계, 보석 베어링(폭탄 조준기에 사용됨), 전기 및 유제품이었다. 제2차 세계대전 동안 스위스 프랑은 세계에서 유일하게 남아 있는 자유 태환이 가능한 주요 통화였으며 연합군과 독일군 모두 스위스 국립 은행에 많은 양의 금을 판매했다. 1940년에서 1945년 사이에 독일 제국 은행은 스위스 프랑 및 기타 외화와 교환하여 스위스 은행에 13억 프랑 상당의 금을 판매했다.
이 금의 수억 프랑 가치는 점령 국가의 중앙은행에서 약탈한 금전적 금이었다. 동유럽의 홀로코스트 희생자들에게서 빼앗은 581,000프랑의 "Melmer" 금이 스위스 은행에 팔렸다. 전체적으로 독일과 스위스 간의 무역은 독일의 전쟁 노력에 약 0.5% 기여했지만, 전쟁을 크게 연장하지는 않았다.
전쟁이 진행되는 동안 스위스는 30만 명의 난민을 수용했다. 이 중 104,000명은 헤이그 협약에 명시된 중립국의 권리와 의무에 따라 억류된 외국 군대였다. 나머지는 외국 민간인이었고 억류되었거나 주 당국에 의해 관용 또는 거주 허가를 받았다. 난민들은 직업을 가질 수 없었다. 난민 중 60,000명은 나치의 박해를 피해 민간인이었다. 이 중 26,000~27,000명이 유대인이었다. 10,000~25,000명의 민간인 난민이 입국을 거부당했다. 전쟁이 시작될 때 스위스에는 18,000에서 28,000 사이의 유대인 인구가 있었다. 그리고 약 4백만의 총인구.
분쟁 당시 스위스 내에는 온건한 양극화가 있었다. 일부는 평화주의자였다. 일부는 국제 자본주의 또는 국제 공산주의에 따라 편을 들었다. 다른 사람들은 그들의 언어 그룹에 더 많이 기울었는데, 프랑스어를 사용하는 지역 일부는 동맹국에 더 가깝고 스위스-독일 지역의 일부는 추축국에 더 가깝다. 정부는 스위스에서 극단주의로 행동하거나 국가의 통합을 깨뜨리려는 개인, 정당 또는 분파의 활동을 방해하려고 시도했다. 스위스-독일어를 사용하는 지역은 언어적으로 독일에서 사용되는 표준(고급) 독일어에서 멀어졌으며, 지역 스위스 방언에 더 중점을 둔다.
1960년대에 나치 독일과 국가의 관계에 대해 역사가들 사이에 중대한 논쟁이 일어났다.
1990년대까지 논쟁에는 홀로코스트 시대 은행 계좌의 유대인 자산에 대해 뉴욕에서 제기된 집단 소송이 포함되었다. 정부는 나치 정권과 스위스의 상호 작용에 대한 권위 있는 연구를 의뢰했다. Bergier Commission으로 알려진 이 독립적인 국제학자 패널의 최종 보고서는 2002년에 발행되었다.

### 1945년 이후
냉전기간 동안 스위스 당국은 스위스 핵폭탄 제작을 고려했다. 폴 쉐러와 같은 취리히 연방 공과대학교의 주요 핵물리학자 들은 이것을 현실적인 가능성으로 만들었다. 그러나 국방예산의 재정적 문제로 상당한 자금이 배정되지 못하여, 1968년 핵확산금지조약이 유효한 대안으로 여겨졌다. 나머지 핵무기 건설 계획은 1988년에 모두 중단되었다.

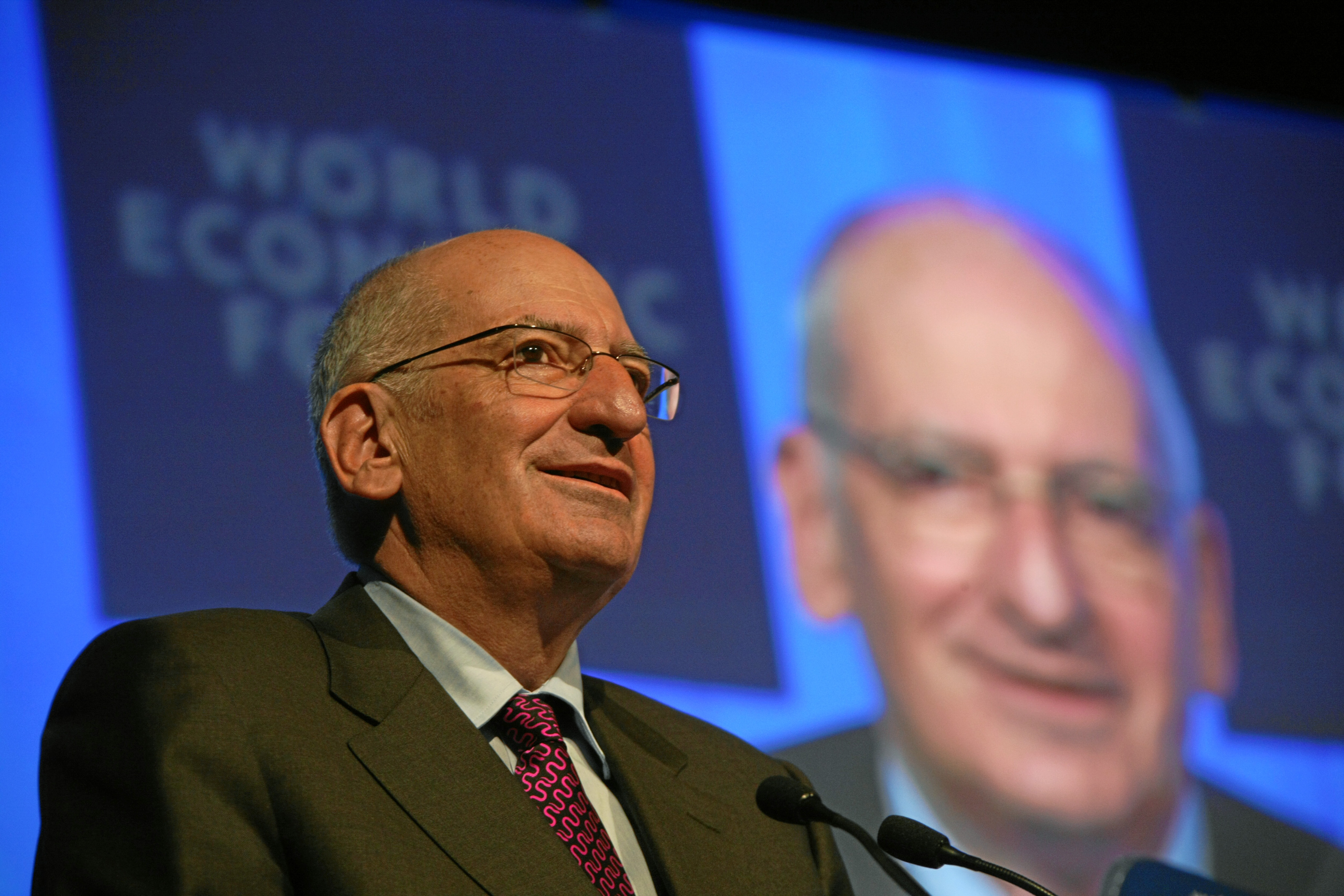
세계경제포럼에서 파스칼 코우쉐핀 대통령의 개회 연설

1959년부터 의회에 의해 선출된 연방의회는 개신교 자유민주당, 가톨릭 기독교민주당, 좌파적 성향의 사회민주당, 국민주의적 성향을 가진 스위스 인민당의 4개 주요 정당의 의원으로 구성되어 본질적으로 체제를 구축하고 있다. 직접 민주주의에서 야당의 강력한 위치를 반영하는 상당한 규모의 의회 야당은 없다.(일치 시스템 참조).
1963년 스위스는 유럽 평의회에 가입했다. 1979년, 베른주의 일부가 독립하여 새로운 쥐라주를 형성했다.
많은 유엔 및 국제기구에서 스위스의 역할은 중립성에 대한 국가의 우려를 완화하는 데 도움이 되었다. 2002년 스위스 유권자들은 55%의 찬성으로 UN에 찬성했고, UN에 가입했다. 이것은 수십 년에 걸친 토론과 1986년 3-1 대중 투표로 회원 자격을 거부한 이후에 이루어졌다.
스위스의 여성 참정권은 1971년 일반 투표로 도입되었다. 평등권 수정안은 1981년에 비준되었다.
스위스는 EU 회원국이 아니지만, 1995년 오스트리아가 가입한 이후로 (리히텐슈타인과 함께) EU 영토로 둘러싸여 있다. 2005년 스위스는 솅겐 조약과 더블린 협약에 국민 투표로 가입하는 데 동의했다. 2014년 2월, 스위스 유권자들은 스위스 이민에 대한 할당량을 복원하기 위한 국민투표를 승인하여 스위스가 채택한 EU의 이동 자유 협정을 위반하지 않는 이행을 찾는 기간을 시작했다.
2022년 러시아의 우크라이나 침공 이후 스위스는 러시아에 대한 모든 EU 제재를 채택하기로 결정했다. 이그나치오 카시스 스위스 대통령에 따르면 이번 조치는 “전례가 없었지만, 스위스 중립에 부합했다”고 말했다. 행정부는 또한 스위스가 분쟁의 평화적 해결책을 찾기 위한 서비스를 계속 제공할 것임을 확인했다. 스위스는 인도주의적 임무에만 참여하고, 우크라이나 인구와 주변 국가에 구호물자를 제공한다.

## 스위스의 역사학

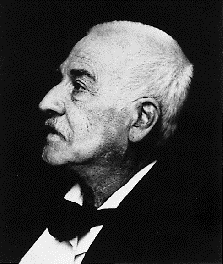
야코프 부르크하르트

스위스를 대표하는 역사학자로는 야코프 부르크하르트가 있다. 부르크하르트는 《이탈리아의 르네상스 문화》를 저술해 문화사 연구의 길을 개척했다.

## 같이 보기
- 취리히의 역사
- 유럽의 역사